# Huqin
Le húqín (chinois : 胡琴 ; pinyin : húqín ; litt. « qin barbare » ; mongol : ᠬᠤᠭᠤᠴᠢᠷ Хуучир khuuchir) est une famille de vielles chinoises et mongoles à deux cordes, dont l'erhu, le zhonghu, et le gaohu sont les représentants les plus communs parmi les trente modèles rencontrés. Typiquement, le crin de l'archet est coincé entre les deux cordes, et permet selon l'inclinaison, de jouer l'une ou l'autre ou les deux à la fois. La caisse de résonance est octogonale ou hexagonale, et la table d'harmonie est le plus souvent en peau de serpent ou de bois très fin.

## Les variantes de huqin
- Banhu (板胡, bǎnhú, « huqin fait de planches ») Banhu.
- Dihu (低胡, dīhú, « huqin bas »)
  - Xiaodihu (小低胡, xiǎo dīhú, « petit huqin bas ») ou dahu (大胡, dàhú, « grand huqin ») ou cizhonghu
  - Zhongdihu (中低胡, zhōng dīhú, « huqin bas moyen »)
  - Dadihu (大低胡, dà dīhú, « grand huqin bas »)
- Daguangxian (大广弦, dà guǎngxián, « grand vaste corde »)
- Datong (大筒, dàtǒng, « grand tube »)
  - Datongxian (大筒弦, dàtǒng xián, « corde à grand tube »)
- Erhu (二胡, èrhú, « huqin à deux (cordes) »)

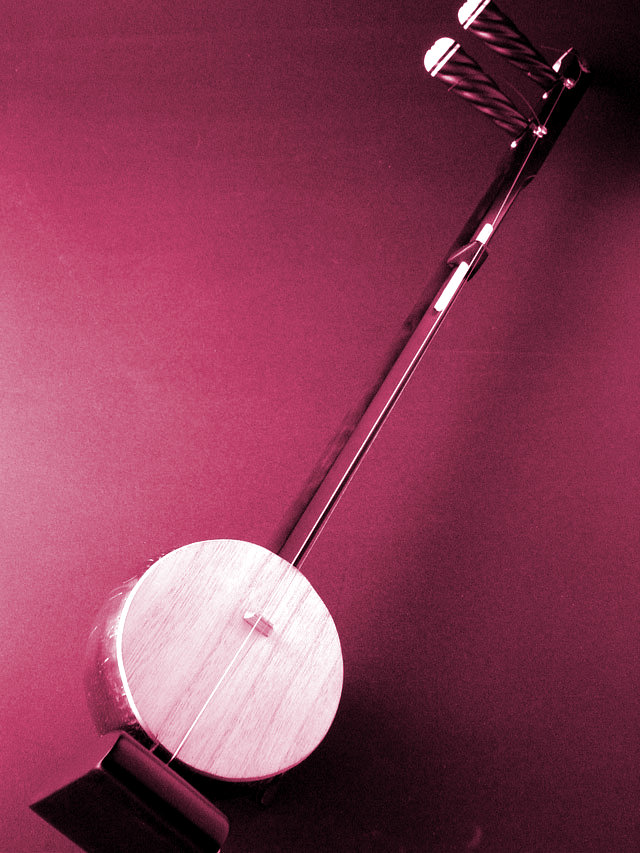
Banhu.

  - Jingerhu (京二胡, jīng èrhú, « huqin à deux (cordes) de Pékin »)
- Erxian (二弦, èrxián, « Deux cordes »)
- Gaohu (高胡, gāohú, « huqin haut ») ou yuehu (月胡, yuèhú, « huqin lune »)
- Gehu (革胡, géhú, « huqin en cuir ») 
  - Diyingehu (低音革胡) ou digehu ou beigehu 倍革胡)
- Hexian (和弦)
- Huer (胡尔)
- Huluhu (葫芦胡) (trad : 葫盧胡)
- Huluqin (葫芦琴)
- Huqin (胡琴) Ravanhatta, probable ancêtre indien des huqin.
- Jiaohu (角胡)
- Jinghu (京胡)
  - Zangjinghu ( 藏京胡)
- Leiqin (雷琴)
- Maguhu (马骨胡) (trad : 馬骨胡)
- Nanhu (龙头南胡)
- Nanyinerxian (南音二弦)
- Naxihuqin (纳西胡琴)
- Paqin (琶琴)
  - Dapaqin (大琶琴)
- Sanhu (三胡)
- Sihu (四胡)
- Tiqin (提琴)
- Tuhu (土胡)
- Xianghu (竹筒蛇皮)
- Xiaodihu (小低音胡)
- Xiqin (奚琴)
- Yehu (椰胡)
- Zhongdihu (中低音胡)
- Zhonghu (中胡)

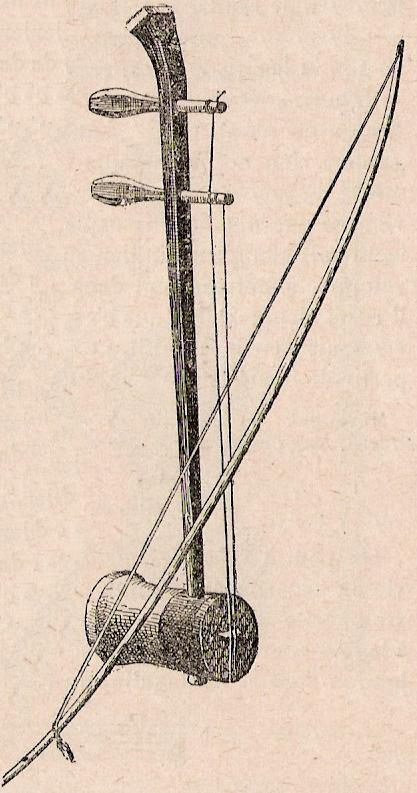
Ravanhatta, probable ancêtre indien des huqin.

- Zhuihu (红木坠胡) (trad : 墜胡) ou zhuiqin (trad : 墜琴 ; simp : 坠琴) ou zhuizixian